# Mohamed El Amine Amoura
Mohamed El Amine Amoura (Tahir, 2000. május 9. –) algériai válogatott labdarúgó, a VfL Wolfsburg játékosa kölcsönben a Royale Union Saint-Gilloise csapatától.

## Pályafutása

### Klubcsapatokban
Mohamed El Amine Amoura az algériai Tahir városában született. Az ifjúsági pályafutását a Sétif utánpótlás csapatában kezdte. 
2020-ban mutatkozott be a Sétif felnőtt csapatában. Először a 2020. február 17-ei, Bordj Bou Arréridj elleni mérkőzésen lépett pályára, amely találkozón egy gólt is szerzett. A 2020–2021-es szezonban 12 mérkőzésen 15 gólt ért el. 2021. augusztus 29-én a svájci osztályban szereplő Luganohoz igazolt. 2023. augusztus 17-én 4+1 évre szóló szerződéssel csatlakozott a belga Royale Union Saint-Gilloise csapatához. 2024. július 8-án kölcsönbe került a német VfL Wolfsburg csapatába.

### A válogatottban
Amoura 2021-ben debütált az algériai válogatottban. Az algériai A' csapatban először a 2021. június 17-ei, Libéria elleni barátságos mérkőzésen lépett pályára, ahol egy meccs alatt 4 gólt szerzett.

## Statisztikák
2023. május 29. szerint
| Klub     | Szezon   | Osztály      | Bajnokság | Bajnokság | Kupa  | Kupa | Nemzetközi | Nemzetközi | Összesen | Összesen |
| Klub     | Szezon   | Osztály      | Meccs     | Gól       | Meccs | Gól  | Meccs      | Gól        | Meccs    | Gól      |
| -------- | -------- | ------------ | --------- | --------- | ----- | ---- | ---------- | ---------- | -------- | -------- |
| Sétif    | 2019–20  | 1. divizió   | 1         | 1         | 0     | 0    | —          | —          | 1        | 1        |
| Sétif    | 2020–21  | 1. divizió   | 12        | 15        | 0     | 0    | 7          | 2          | 12       | 15       |
| Sétif    | Összesen | Összesen     | 13        | 16        | 0     | 0    | 7          | 2          | 20       | 18       |
| Lugano   | 2021–22  | Super League | 23        | 5         | 4     | 1    | –          | –          | 27       | 6        |
| Lugano   | 2022–23  | Super League | 31        | 8         | 3     | 2    | 1          | 0          | 35       | 10       |
| Lugano   | Összesen | Összesen     | 54        | 13        | 7     | 3    | 1          | 0          | 62       | 16       |
| Összesen | Összesen | Összesen     | 67        | 29        | 7     | 3    | 8          | 2          | 82       | 34       |

### A válogatottban
| Válogatott | Év       | Pályára lépés | Gól |
| ---------- | -------- | ------------- | --- |
| Algéria    | 2021     | 2             | 0   |
| Algéria    | 2022     | 7             | 2   |
| Algéria    | 2023     | 2             | 0   |
| Összesen   | Összesen | 1             | 2   |

#### Góljai a válogatottban
| # | Időpont          | Helyszín                                  | Ellenfél | Gólok | Eredmény | Kiírás                                    |
| - | ---------------- | ----------------------------------------- | -------- | ----- | -------- | ----------------------------------------- |
| 1 | 2022. június 8.  | Benjamini Mkapa Nemzeti Stadion, Tanzánia | Tanzánia | 2–0   | 2–0      | 2023-as afrikai nemzetek kupája-selejtező |
| 2 | 2022. június 12. | Jassim Bin Hamad, Katar                   | Irán     | 2–1   | 2–1      | Barátságos mérkőzés                       |

## Sikerei, díjai
Lugano
- Svájci Kupa
  - Győztes (1): 2021–22
  - Döntős (1): 2022–23

Union SG
- Belga Kupa
  - Győztes (1): 2023–24